# Məmmədəli Mehdiyev
Məmmədəli Mehdiyev, también escrito como Mammadali Mehdiyev (Bakú, 9 de abril de 1993), es un deportista azerbaiyano que compite en judo.
En los Juegos Europeos de Minsk 2019 obtuvo una medalla de bronce en la categoría de –90 kg. Ganó tres medallas en el Campeonato Europeo de Judo entre los años 2019 y 2022.
Participó en dos Juegos Olímpicos de Verano, en los años 2016 y 2020, ocupando el sétimo lugar en Río de Janeiro 2016, en la categoría de –90 kg.

## Palmarés internacional
| Juegos Europeos    | Juegos Europeos         | Juegos Europeos   | Juegos Europeos |
| Año                | Lugar                   | Medalla           | Categoría       |
| ------------------ | ----------------------- | ----------------- | --------------- |
| 2019               | Minsk (Bielorrusia)     | Medalla de bronce | –90 kg          |
| Campeonato Europeo |                         |                   |                 |
| Año                | Lugar                   | Medalla           | Categoría       |
| 2019               | Minsk (Bielorrusia)     | Medalla de bronce | –90 kg          |
| 2020               | Praga (República Checa) | Medalla de bronce | –90 kg          |
| 2022               | Sofía (Bulgaria)        | Medalla de bronce | –90 kg          |